# Potamonautidae
De Potamonautidae is een familie van de superfamilie Potamoidea uit de infraorde krabben (Brachyura).

## Systematiek
Er worden in deze familie drie onderfamilies onderscheiden:
- Deckeniinae Ortmann, 1897
- Hydrothelphusinae Bott, 1955
- Potamonautinae Bott, 1970